# Powellinia pictifascia
Powellinia pictifascia là một loài bướm đêm trong họ Noctuidae.